# Cheumatopsyche ernestheissi
Cheumatopsyche ernestheissi là một loài Trichoptera trong họ Hydropsychidae. Chúng phân bố ở vùng Indomalaya.